# Kanton Pays de Morlaàs et du Montanérès
 Pays de Morlaàs et du Montanérès  is een kanton van het Franse departement Pyrénées-Atlantiques. Het kanton maakt deel uit van het arrondissement  Pau.  

Het telt 23.488 inwoners in 2018.

Het kanton werd gevormd ingevolge het decreet van 25  februari 2014 met uitwerking op 22 maart 2015 met Morlaàs als hoofdplaats.

## Gemeenten
Het kanton Pays de Morlaàs et du Montanérès omvat volgende 44 gemeenten :
- Abère
- Andoins
- Anos
- Arrien
- Artigueloutan
- Baleix
- Barinque
- Bédeille
- Bentayou-Sérée
- Bernadets
- Buros
- Casteide-Doat
- Castéra-Loubix
- Escoubès
- Eslourenties-Daban
- Espéchède
- Gabaston
- Higuères-Souye
- Labatut
- Lamayou
- Lée
- Lespourcy
- Lombia
- Maucor
- Maure
- Momy
- Monségur
- Montaner
- Morlaàs
- Ouillon
- Ousse
- Ponson-Debat-Pouts
- Pontiacq-Viellepinte
- Riupeyrous
- Saint-Armou
- Saint-Castin
- Saint-Jammes
- Saint-Laurent-Bretagne
- Saubole
- Sedze-Maubecq
- Sedzère
- Sendets
- Serres-Morlaàs
- Urost